# Ágios Pávlos (Athènes)
Ágios Pávlos (en grec moderne : Άγιος Παύλος), littéralement en français : Saint Paul, est un vieux quartier d'Athènes en Grèce. Il est bordé par les quartiers de la place Váthi, de Polytechnique, Metaxourgío, de la gare de Lárissa, Omónia, Colone, Mousío, place Káningos, de la place Victoría, du Champ-de-Mars, d'Ágios Pandeleímonas et de Kypséli. Il prend son nom de l'église Saint-Paul qui s'y trouve. Il est desservi par deux stations de métro de la ligne 2, Metaxourgío au sud et Gare de Lárissa au nord, ainsi que par de nombreuses lignes de bus et de trolleybus. 